# Ghislain Dhondt
Pour les articles homonymes, voir Dhondt.
Ghislain Dhondt, né le 15 avril 1889 à Oostrozebeke et y décédé le 5 mars 1956 fut un homme politique belge socialiste.
Dhondt fut agriculteur et secrétaire syndical.
Il fut élu conseiller communal (1911-1956), échevin (1921-1926; 1933-1938; 1944) et bourgmestre (1945-1947) de Oostrozebeke, conseiller provincial de la province de Flandre-Occidentale (1921-1928) et sénateur de Roulers-Tielt de 1946 à 1956.
Officier de l'ordre de Léopold (1949).

## Sources
- Bio sur ODIS